# Saint-Bernard (Côte-d'Or)
Saint-Bernard es una comuna francesa situada en el departamento de Côte-d'Or, en la región de Borgoña-Franco Condado.

## Demografía
| 103 | 87 | 109 | 194 | 236 | 291 | 450 |
| Para los censos de 1962 a 1999 la población legal corresponde a la población sin duplicidades (Fuente: INSEE [Consultar]) |    |     |     |     |     |     |